# Henri Messemaeckers
Goswinus Henricus (Henri sr.) Messemaeckers (Venlo, gedoopt 5 november 1778 – Schaarbeek, 25 december 1864) was een Belgisch componist van Nederlandse komaf.

## Henri Messemaeckers sr.
Hij was zoon van Joannes Andreas Messemaeckers en Hendrine van Ulst. Hijzelf was getrouwd met Petronille Victoire Nilis. Zijn opleiding is te danken aan zijn vader Johan Andreas Messemaeckers; de jongen gaf al op jeugdige leeftijd pianoles. Hij werd in 1794 naar België geroepen door Jean Joseph van der Linden baron d’Hooghvorst (1758-1806) om diens kinderen muziekles te geven.
Zijn bekendste werken waren vooral de opera Le toison d’or ou Philippe de Bourgogne (1821) en operette Les deux pieces nouvelles (1823), die beide werden opgevoerd in het koninklijk theater te Brussel alwaar Messemaekcers veelal woonde en les gaf. Voorts zijn een pianoconcert en kamermuziek (strijkkwartet en sonates voor viool en piano) van hem bekend.  

## Familie
In Venlo waren meer Messemaeckers actief in de muziek:
- Goswinus Messemaeckers (1716-1775) was tweede violist en concertmeester van de kapel van de Sint-Martiniuskerk
  - Maria Elisabeth Messemaeckers (1754-1832), zijn dochter, was organiste en of zangeres
  - Antoon Messemaeckers (1752-1825), zijn zoon was violist
  - Joannes Andreas (1752-1825, zijn zoon was organist en opvolger van zijn vader; zijn zoon Eduard volgde hem weer op
    - Joannes Everardus (1784-1863), zoon van Joannes werd dirigent van het Turksche Harmonie en Philharmonisch Gezelschap Venlo; zijn zoon Theo Messemaeckers (1824-1899) was organist van de Martinuskerk.

Viotta en Fétis maakten melding van Henri's zoon Louis Messemaeckers, geboren op 30 augustus 1809 te Brussel. Hij kreeg les van vader, Franz Liszt (piano) en Anton Reicha (compositieleer); hij vestigde zich in Parijs en componeerde een hele reeks pianowerken.
Zijn naamgenoot Henri Messemackers (Venlo, 22 februari 1824 - Venray, 1 februari 1894) is componist van de Grande marche funèbre ter gelegenheid van het overlijden van Alexander van Oranje-Nassau (1818-1848).